# أندرياس رويتر
أندرياس رويتر (بالإنجليزية: Andreas Reuter)‏ (من مواليد 31 أكتوبر 1949 في براندس بالقرب من لايبزيغ) وهو أستاذ ألماني في علوم الكمبيوتر ومدير أبحاث. يركز أندرياس فس أبحاثه على قواعد البيانات وأنظمة المعاملات وأنظمة الكمبيوتر المتوازية والموزعة. كان رويتر المدير العلمي والتنفيذي لشركة EML European Media Laboratory GmbH و gGmbH منذ عام 1998 والمدير الإداري لمعهد هايدلبرغ للدراسات النظرية (HITS gGmbH) من عام 2010 حتى عام 2016.
في أكتوبر 2015 تم تعيينه أستاذاً في جامعة هايدلبرغ.

## حياته وعمله
خلال فترة دراسته، تطوع في الشركة التي أسسها كونراد سوزه في باد هرسفلد. بعد تخرجه في عام 1968، عمل كمبرمج مستقل للشركات والسلطات. من عام 1973، درس علوم الكمبيوتر في جامعات ميونيخ التقنية ودارمشتات وأكمل دراسته في دارمشتات وحصل على الدبلوم في عام 1978. حصل أندرياس على الدكتوراه تحت إشراف البروفيسور ثيو هاردر والبروفيسور. في عام 1981عمل أندرياس كأستاذ مساعد في جامعة كايزرسلاوترن للتكنولوجيا من عام 1981 إلى عام 1983. في عام 1983 كان يعمل في مركز أبحاث IBM في سان خوسيه. في عام 1985 تم تعيينه أستاذا في جامعة شتوتغارت، حيث أصبح المدير المؤسس لمعهد أنظمة الكمبيوتر المتوازية والموزعة عالية الأداء في عام 1988. من عام 1992 حتى عام 1996 كان نائب الرئيس للشؤون الأكاديمية في جامعة شتوتغارت. في عام 1996 رفض منصب مدير في معهد ماكس بلانك لعلوم الكمبيوتر في ساربروكن. بدلاً من ذلك، من عام 1997، شارك في تأسيس وتطوير «الجامعة الدولية في ألمانيا» الخاصة، حيث عمل كعميد ونائب رئيس حتى عام 2004.
في 1 يناير 1998، تم تعيينه مديراً علمياً ومديراً لشركة EML European Media Laboratory GmbH، التي أسسها كلاوس تسشيرا في عام 1997. وشارك مع كلاوس تسشيرا في بناء الشركة التابعة لـ EML Research gGmbH من عام 2003 . في عام 2010 أصبح معهد EML Research هو معهد هايدلبيرج للدراسات النظرية، الذي كان مديره الإداري حتى أبريل 2016.
في عام 2011، انتقل إلى جامعة هايدلبرغ. هناك كان يحمل في مجال «الأنظمة الموزعة». كان يتم دعمه من قبل مؤسسة كلاوس تسشيرا. منحته الجامعة التقنية في دونيتسك (أوكرانيا) درجة الدكتوراه الفخرية في عام 1994.

## أبحاثه
ركز أندرياس رويتر في أبحاثه على مجال قواعد البيانات وأنظمة المعاملات وأنظمة الكمبيوتر المتوازية والموزعة. جنبا إلى جنب مع جيم غراي الحائز على جائزة تورنغ ونشر كتاب «معالجة المعاملات - المفاهيم والتقنيات» في عام 1992، أصبح ذلك الكتاب مرجعا معياريا للباحثين والمطورين في جميع أنحاء العالم وتم ترجمته إلى الصينية واليابانية. طور أندرياس تعريفًا لنموذج معالجة المعاملات في قواعد البيانات (الموزعة) مع ثيو هيردر. أجرى أندرياس رويتر العديد من المشاريع الاستشارية وعقد محاضرات حول العديد من الموضوعات في كل من الجامعة والقطاعات الصناعية. كما شارك في العديد من المجالس الاستشارية في الأوساط الأكاديمية والصناعية، وهو من بين مناصب أخرى عضو علمي خارجي في معهد ماكس بلانك لعلوم الكمبيوتر (MPII) في ساربروكن ومجلس أمناء معهد ماكس بلانك للفلك (MPIA) في هايدلبرغ.